# Добрецов, Николай Леонтьевич
Никола́й Лео́нтьевич Добрецо́в (15 января 1936, Ленинград — 23 декабря 2020, Новосибирск) — советский и российский учёный-геолог, академик РАН, доктор геолого-минералогических наук. С 1997 по 2008 годы — председатель Сибирского отделения РАН и вице-президент Российской академии наук.

## Биография
Родился в Ленинграде 15 января 1936 года в семье крупного специалиста в области физической электроники Леонтия Николаевича Добрецова.
Окончил Ленинградский горный институт (1957).
Трудовая деятельность
- 1957—1960 — геолог, затем начальник партии Иртышской группы партий Алтайской геолого-съемочной экспедиции.
- 1960—1964 — мл. научный сотрудник Института геологии и геофизики СО АН СССР.
- 1964—1971 — ст. научный сотрудник Института геологии и геофизики СО АН СССР.
- 1971—1972 — заведующий лабораторией Института тектоники и геофизики ДВНЦ АН СССР, г. Хабаровск.
- 1972—1980 — заведующий лабораторией Института геологии и геофизики СО АН СССР.
- 1980—1987 — директор Геологического института Бурятского филиала СО АН СССР, г. Улан-Удэ.
- 1987—1989 — Председатель Президиума Бурятского научного центра СО АН СССР, г. Улан-Удэ.
- С 1988 года — директор Института геологии и геофизики СО РАН ,
- С 1990 года — генеральный директор Объединенного института геологии, геофизики и минералогии СО РАН, директор Института геологии ОИГГМ СО РАН.
- 1989—1997 — заместитель председателя СО АН СССР.
- 1991—1997 — и с 2005 по 2020 годы.- заведующий кафедрой минералогии и петрографии НГУ.
- С 1997 по 2008 годы — председатель Сибирского отделения РАН,
- С 1997 по 2008 годы — вице-президент Российской академии наук .

Другая работа в РАН
- Член Президиума РАН и член Бюро Президиума РАН.
- Член Отделения наук о Земле РАН и член Бюро Отделения.
- Научный руководитель Института геологии и минералогии СО РАН.

Учёные степени и звания
- 1963 — учёная степень кандидата геолого-минералогических наук, тема диссертации «Жадеитовые породы в гипербазитах Западных Саян и других районов»
- 1966 — учёное звание старшего научного сотрудника по специальности «Петрография, литология и минералогия»
- 1969 — учёное звание доцента по кафедре «Минералогии и петрографии»
- 1971 — учёная степень доктора геолого-минералогических наук, тема диссертации «Глаукофансланцевые и эклогит-глаукофансланцевые комплексы СССР и их генезис»
- 1974 — учёное звание профессора по кафедре «Минералогии и петрографии» НГУ
- 1984 — член-корреспондент РАН
- 1987 — академик РАН

## Научная деятельность
Специалист в области геологии, минералогии, магматической и метаморфической петрологии, тектоники и глубинной геодинамики.
Создал новое направление о метаморфических фациях и формациях, связи с ними метаморфогенных месторождений; разработал петрологические модели офиолитовых и эклогит-глаукофансланцевых комплексов земной коры; проводит фундаментальные исследования в области глубинной геодинамики и глобальных изменений природной среды и климата.
Создал в Сибирском отделении РАН научную школу по глубинной геодинамике. Эта школа активно исследует и моделирует процессы, которые происходят в глубинах Земли и главным регулятором которых являются двухслойная мантийная конвекция и «мантийные струи», прорывающиеся от границы жидкого ядра в верхнюю мантию и земную кору. Именно с деятельностью конвекции в мантии Земли связаны движения литосферных плит и все основные геологические процессы: вулканизм, землетрясения, минерало- и рудообразование. Установлено, что многие периоды образования крупных месторождений полезных ископаемых, в частности, редкометальных месторождений, алмазов и углеводородов связаны с периодами активности «мантийных струй».

## Основные работы
- Петрология и метаморфизм древних офиолитов. Новосибирск, 1977;
- Глобальные петрологические процессы. М., 1981;
- Глубинная геодинамика. Новосибирск, 1994 (совм. с А. Г. Кирдяшкиным и А. А. Кирдяшкиным).

## Награды и премии
- Орден «За заслуги перед Отечеством» II степени (26 января 2007 года) — за выдающиеся заслуги в развитии отечественной науки и многолетнюю плодотворную деятельность[5]
- Орден «Данакер» (24 ноября 2004 года, Кыргызстан) — за большой вклад в развитие кыргызско-российских отношений в области науки и образования[6]
- Орден Трудового Красного Знамени
- Ленинская премия (1976) — за четырёхтомную монографию «Фации метаморфизма» (в числе соавторов)
- Государственная премия Российской Федерации в области науки и техники (1997) — за цикл трудов «Глубинная геодинамика»
- Премия имени Д. С. Коржинского (2019) — за цикл работ «Проблемы фильтрации флюидов и расплавов в зонах субдукции и плюмового магматизма и общие вопросы теплофизического моделирования в геологии»
- Демидовская премия (1999)
- Премия Фонда имени М. А. Лаврентьева в номинации «За выдающийся вклад в развитие Сибири и Дальнего Востока» (2007)[7]
- Знак отличия «За заслуги перед Новосибирской областью» (24 апреля 2003 года)[8]
- Медаль «За доблестный труд» Республики Тыва (2006)[9]
- Почётный житель Новосибирска[10].
- Иностранный член Монгольской академии наук (2002)[11]

## Память
Похоронен на Южном кладбище

## Семья
- Отец — физик, доктор физико-математических наук Леонтий Николаевич Добрецов[13][14].
- Мать — геолог Юлия Николаевна Келль. Дед — геодезист, член-корреспондент АН СССР Николай Георгиевич Келль.
- Сын — Николай Николаевич Добрецов.
- Сын — Александр Николаевич Добрецов.
- Дочь — Надежда Николаевна Добрецова.